# 31 de febrero
El 31 de febrero es una fecha ficticia que se usa para propósitos de ejemplo.

## Uso
El 31 de febrero es una fecha ficticia para propósitos de ejemplo, dejando en claro en el contexto que la información presentada es de la fecha 30 de febrero, a veces, también se usa con ese fin; pero debe tenerse cuidado porque en algunos países, ciertos años realmente tuvieron un 30 de febrero.
Tanto el 31 como el 30 de febrero, tienen usos similares a los nombres genéricos, como Fulano o Juan Pérez, entre otros.
En algunos lugares se usa en contexto figurativo o irónico para denotar algo que no ocurrirá jamás (por ejemplo, la expresión "cuando las vacas vuelen").

## Ejemplos

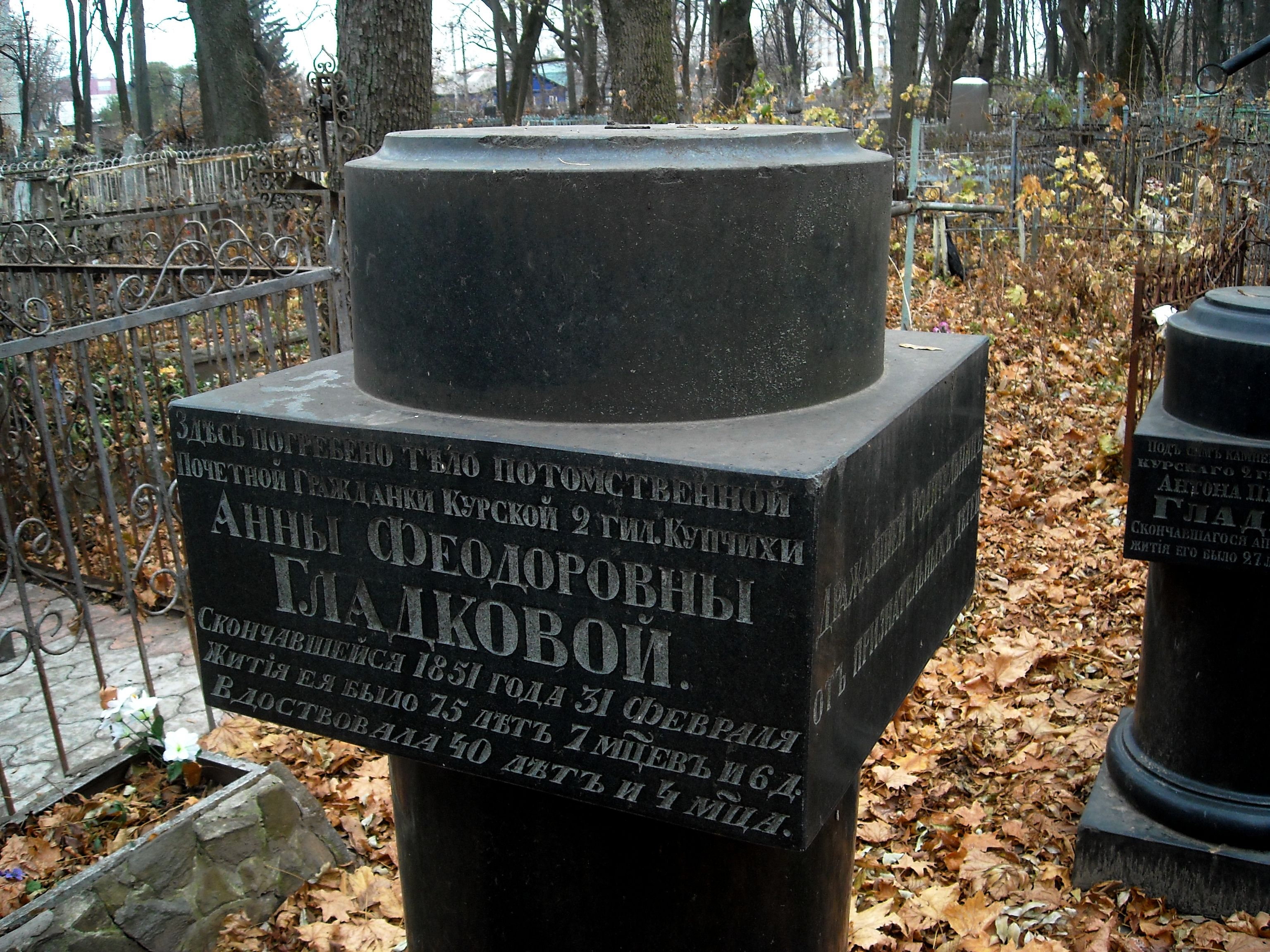
Tumba con el 31 de febrero.
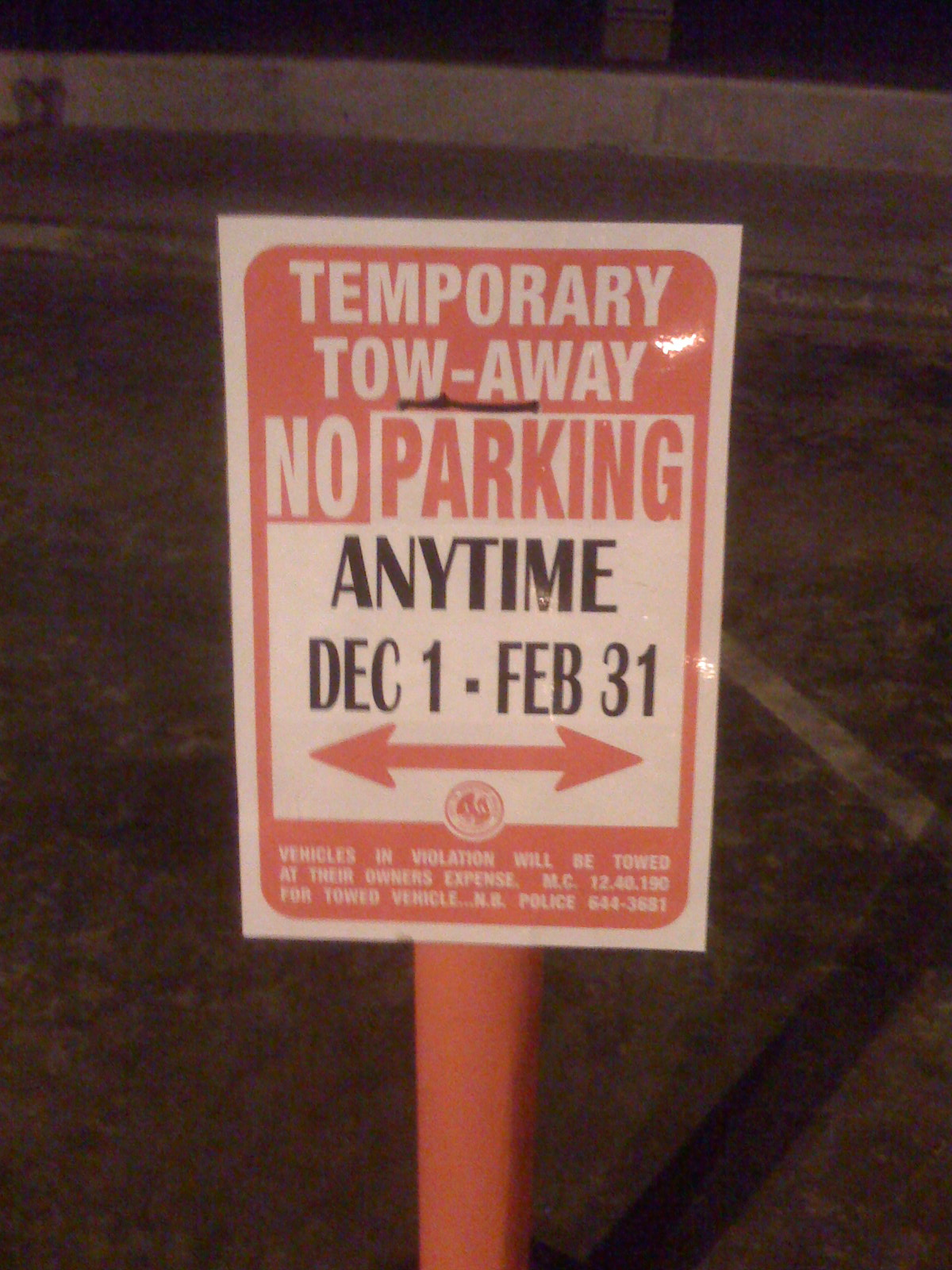
Cartel en la vía pública.

- «Lesson 12: Address Footers and E-Mail Links» (en inglés). Archivado desde el original el 9 de mayo de 2008. Consultado el 9 de mayo de 2008. Utilización como información de ejemplo en material instructivo.
- «You are invited...» (en inglés). Archivado desde el original el 15 de mayo de 2008. Consultado el 9 de mayo de 2008. Utilización como información no definida en una página web genérica.

- Un episodio de Alfred Hitchcock presenta se titula "The Thirty-First of February" ("El 31 de febrero"). David Wayne interpreta a un hombre que, bajo la sospecha de haber asesinado a su esposa, está siendo intencionalmente enloquecido para hacerlo confesar. El proceso incluye regresar el calendario de su escritorio repetidamente al 4 de febrero, fecha de la muerte de su esposa, y finalmente cambiarlo al inexistente 31 de febrero.[1]

- La tapa del disco La grasa de las capitales de la banda argentina Serú Girán se presenta como la tapa de una revista ficticia (que parodia la Revista Gente de ese mismo país) cuya fecha de impresión es el 31 de febrero de 1980 (año que, por otra parte, tampoco era real porque el disco fue publicado en 1979).